# Mama (Gemitaiz)
Mama è un singolo del rapper italiano Gemitaiz, pubblicato il 16 novembre 2020 come unico estratto dal mixtape QVC9.

## Descrizione
Prodotto da Ombra e Polezsky, il singolo vede la partecipazione del rapper italiano Nitro.

## Classifiche
| Classifica (2020) | Posizione massima |
| ----------------- | ----------------- |
| Italia            | 4                 |